# Lista satelor din Alberta, Canada

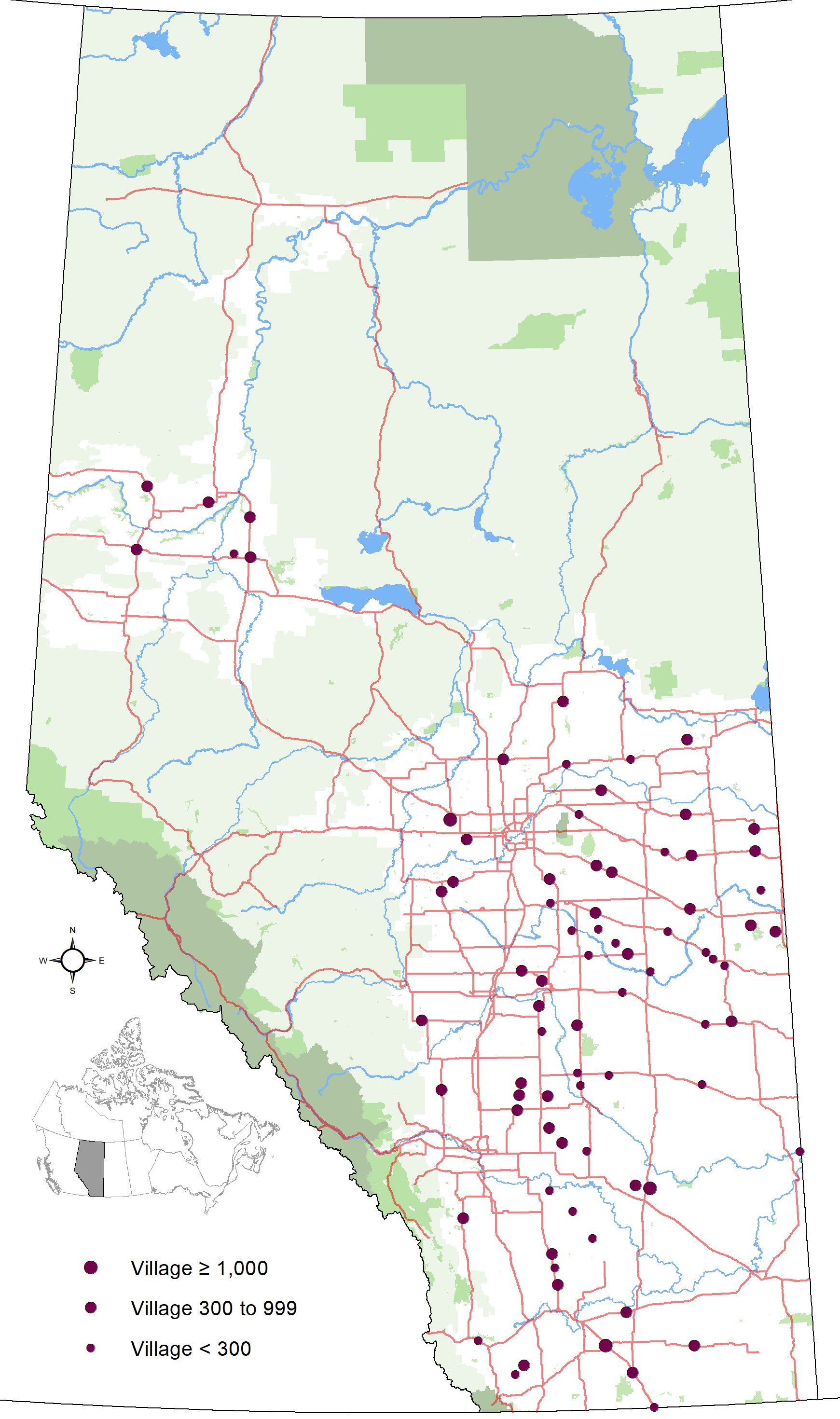
Harta cu satele din Alberta

Lista satelor din Alberta, Canada.
| Nume              | District Comitat                | Încorporat data    | Recensământ anul         | Populație (2011) | Populație (2006) | Diferență (%) | Suprafața (2011) | Densitate pop. (pe km2) |
| ----------------- | ------------------------------- | ------------------ | ------------------------ | ---------------- | ---------------- | ------------- | ---------------- | ----------------------- |
| Acme              | Kneehill County                 | 7 iulie 1910       | &&&&&&&&&&&&&&-1.1000000 | 653              | 656              | −0,5          | 2,47             | 263,9                   |
| Alberta Beach     | Lac Ste. Anne County            | 1 ianuarie 1999    | &&&&&&&&&&&&&&-1.1000000 | 865              | 884              | −2,1          | 1,98             | 436,7                   |
| Alix              | Lacombe County                  | 3 iunie 1907       | &&&&&&&&&&&&&&-1.1000000 | 830              | 851              | −2,5          | 3,15             | 263,4                   |
| Alliance          | Flagstaff County                | 26 august 1918     | &&&&&&&&&&&&&&-1.1000000 | 174              | 158              | 10,1          | 0,64             | 270,1                   |
| Amisk             | Provost No. 52, M.D. of         | 1 ianuarie 1956    | &&&&&&&&&&&&&&-1.1000000 | 207              | 172              | 20,3          | 0,76             | 272,2                   |
| Andrew            | Lamont County                   | 24 iunie 1930      | &&&&&&&&&&&&&&-1.1000000 | 379              | 465              | −18,5         | 1,23             | 308,7                   |
| Arrowwood         | Vulcan County                   | 13 mai 1926        | &&&&&&&&&&&&&&-1.1000000 | 188              | 221              | −14,9         | 0,66             | 286,1                   |
| Barnwell          | Taber, M.D. of                  | 1 ianuarie 1980    | 812 (2011)               | 771              | 618              | 24,8          | 1,49             | 517,2                   |
| Barons            | Lethbridge County               | 6 mai 1910         | &&&&&&&&&&&&&&-1.1000000 | 315              | 276              | 14,1          | 0,68             | 462,2                   |
| Bawlf             | Camrose County                  | 12 octombrie 1906  | &&&&&&&&&&&&&&-1.1000000 | 403              | 367              | 9,8           | 0,96             | 418,5                   |
| Beiseker          | Rocky View County               | 23 februarie 1921  | &&&&&&&&&&&&&&-1.1000000 | 785              | 804              | −2,4          | 2,84             | 276,8                   |
| Berwyn            | Peace No. 135, M.D. of          | 28 noiembrie 1936  | &&&&&&&&&&&&&&-1.1000000 | 526              | 516              | 1,9           | 1,66             | 316,7                   |
| Big Valley        | Stettler No. 6, County of       | 9 martie 1942      | &&&&&&&&&&&&&&-1.1000000 | 364              | 351              | 3,7           | 1,84             | 198,3                   |
| Bittern Lake      | Camrose County                  | 2 noiembrie 1904   | &&&&&&&&&&&&&&-1.1000000 | 224              | 225              | −0,4          | 6,64             | 33,7                    |
| Botha             | Stettler No. 6, County of       | 5 septembrie 1911  | &&&&&&&&&&&&&&-1.1000000 | 175              | 185              | −5,4          | 1,09             | 160,7                   |
| Boyle             | Athabasca County                | 31 decembrie 1953  | &&&&&&&&&&&&&&-1.1000000 | 916              | 854              | 7,3           | 7,28             | 125,8                   |
| Breton            | Brazeau County                  | 1 ianuarie 1957    | 581 (2012)               | 496              | 550              | −9,8          | 1,73             | 286,5                   |
| Carbon            | Kneehill County                 | 18 noiembrie 1912  | &&&&&&&&&&&&&&-1.1000000 | 592              | 570              | 3,9           | 2                | 295,6                   |
| Carmangay         | Vulcan County                   | 4 martie 1936      | 262 (2013)               | 367              | 336              | 9,2           | 1,86             | 197,1                   |
| Caroline          | Clearwater County               | 31 decembrie 1951  | &&&&&&&&&&&&&&-1.1000000 | 501              | 515              | −2,7          | 1,98             | 252,8                   |
| Cereal            | Special Area No. 3              | 19 august 1914     | &&&&&&&&&&&&&&-1.1000000 | 134              | 126              | 6,3           | 0,95             | 141,6                   |
| Champion          | Vulcan County                   | 27 mai 1911        | &&&&&&&&&&&&&&-1.1000000 | 378              | 364              | 3,8           | 0,88             | 429,7                   |
| Chauvin           | Wainwright No. 61, M.D. of      | 30 decembrie 1912  | 340 (2011)               | 334              | 308              | 8,4           | 2,32             | 143,9                   |
| Chipman           | Lamont County                   | 21 octombrie 1913  | &&&&&&&&&&&&&&-1.1000000 | 284              | 253              | 12,3          | 9,61             | 29,5                    |
| Clive             | Lacombe County                  | 9 ianuarie 1912    | &&&&&&&&&&&&&&-1.1000000 | 675              | 562              | 20,1          | 2,12             | 318,3                   |
| Clyde             | Westlock County                 | 28 ianuarie 1914   | &&&&&&&&&&&&&&-1.1000000 | 503              | 470              | 7             | 1,36             | 370,7                   |
| Consort           | Special Area No. 4              | 23 septembrie 1912 | 722 (2012)               | 689              | 739              | −6,8          | 2,83             | 243,3                   |
| Coutts            | Warner No. 5, County of         | 1 ianuarie 1960    | &&&&&&&&&&&&&&-1.1000000 | 277              | 305              | −9,2          | 0,98             | 283,3                   |
| Cowley            | Pincher Creek No. 9, M.D. of    | 16 august 1906     | &&&&&&&&&&&&&&-1.1000000 | 236              | 219              | 7,8           | 1,4              | 168,8                   |
| Cremona           | Mountain View County            | 1 ianuarie 1955    | &&&&&&&&&&&&&&-1.1000000 | 457              | 463              | −1,3          | 1,71             | 267,8                   |
| Czar              | Provost No. 52, M.D. of         | 12 noiembrie 1917  | &&&&&&&&&&&&&&-1.1000000 | 167              | 175              | −4,6          | 1,18             | 141,6                   |
| Delburne          | Red Deer County                 | 17 ianuarie 1913   | &&&&&&&&&&&&&&-1.1000000 | 830              | 765              | 8,5           | 3,92             | 211,5                   |
| Delia             | Starland County                 | 20 iulie 1914      | &&&&&&&&&&&&&&-1.1000000 | 186              | 207              | −10,1         | 1,31             | 142,5                   |
| Dewberry          | Vermilion River, County of      | 1 ianuarie 1957    | &&&&&&&&&&&&&&-1.1000000 | 201              | 196              | 2,6           | 0,84             | 238,5                   |
| Donalda           | Stettler No. 6, County of       | 30 decembrie 1912  | &&&&&&&&&&&&&&-1.1000000 | 259              | 224              | 15,6          | 0,99             | 262,3                   |
| Donnelly          | Smoky River No. 130, M.D. of    | 1 ianuarie 1956    | &&&&&&&&&&&&&&-1.1000000 | 305              | 293              | 4,1           | 1,27             | 239,9                   |
| Duchess           | Newell, County of               | 12 mai 1921        | &&&&&&&&&&&&&&-1.1000000 | 992              | 978              | 1,4           | 1,89             | 526,2                   |
| Edberg            | Camrose County                  | 4 februarie 1930   | &&&&&&&&&&&&&&-1.1000000 | 168              | 155              | 8,4           | 0,36             | 470,9                   |
| Edgerton          | Wainwright No. 61, M.D. of      | 11 septembrie 1917 | 401 (2012)               | 317              | 373              | −15           | 1,89             | 168,1                   |
| Elnora            | Red Deer County                 | 22 iulie 1929      | 320 (2011)               | 313              | 280              | 11,8          | 1,48             | 210,9                   |
| Empress           | Special Area No. 2              | 5 februarie 1914   | &&&&&&&&&&&&&&-1.1000000 | 188              | 136              | 38,2          | 1,75             | 107,6                   |
| Ferintosh         | Camrose County                  | 9 ianuarie 1911    | &&&&&&&&&&&&&&-1.1000000 | 181              | 153              | 18,3          | 0,62             | 290,2                   |
| Foremost          | Forty Mile No. 8, County of     | 31 decembrie 1950  | &&&&&&&&&&&&&&-1.1000000 | 526              | 524              | 0,4           | 1,89             | 277,8                   |
| Forestburg        | Flagstaff County                | 21 august 1919     | &&&&&&&&&&&&&&-1.1000000 | 831              | 895              | −7,2          | 2,75             | 302                     |
| Gadsby            | Stettler No. 6, County of       | 6 mai 1910         | &&&&&&&&&&&&&&-1.1000000 | 25               | 35               | −28,6         | 0,82             | 30,5                    |
| Galahad           | Flagstaff County                | 5 martie 1918      | &&&&&&&&&&&&&&-1.1000000 | 119              | 134              | −11,2         | 0,6              | 199,7                   |
| Girouxville       | Smoky River No. 130, M.D. of    | 31 decembrie 1951  | &&&&&&&&&&&&&&-1.1000000 | 266              | 282              | −5,7          | 0,58             | 461,2                   |
| Glendon           | Bonnyville No. 87, M.D. of      | 1 ianuarie 1956    | &&&&&&&&&&&&&&-1.1000000 | 486              | 421              | 15,4          | 1,98             | 245,1                   |
| Glenwood          | Cardston County                 | 1 ianuarie 1961    | &&&&&&&&&&&&&&-1.1000000 | 287              | 280              | 2,5           | 1,46             | 197,2                   |
| Halkirk           | Paintearth No. 18, County of    | 10 februarie 1912  | &&&&&&&&&&&&&&-1.1000000 | 121              | 113              | 7,1           | 0,65             | 185,7                   |
| Hay Lakes         | Camrose County                  | 17 aprilie 1928    | &&&&&&&&&&&&&&-1.1000000 | 425              | 362              | 17,4          | 0,58             | 730,1                   |
| Heisler           | Flagstaff County                | 1 ianuarie 1961    | &&&&&&&&&&&&&&-1.1000000 | 151              | 153              | −1,3          | 0,76             | 199,9                   |
| Hill Spring       | Cardston County                 | 1 ianuarie 1961    | &&&&&&&&&&&&&&-1.1000000 | 186              | 192              | −3,1          | 1,11             | 167,2                   |
| Hines Creek       | Clear Hills County              | 31 decembrie 1951  | &&&&&&&&&&&&&&-1.1000000 | 380              | 430              | −11,6         | 4,37             | 86,9                    |
| Holden            | Beaver County                   | 14 aprilie 1909    | &&&&&&&&&&&&&&-1.1000000 | 381              | 398              | −4,3          | 1,7              | 224,3                   |
| Hughenden         | Provost No. 52, M.D. of         | 27 decembrie 1917  | 258 (2012)               | 230              | 231              | −0,4          | 0,78             | 296,6                   |
| Hussar            | Wheatland County                | 20 aprilie 1928    | &&&&&&&&&&&&&&-1.1000000 | 176              | 187              | −5,9          | 0,99             | 177,8                   |
| Hythe             | Grande Prairie No. 1, County of | 31 august 1929     | &&&&&&&&&&&&&&-1.1000000 | 820              | 821              | −0,1          | 4,12             | 198,8                   |
| Innisfree         | Minburn No. 27, County of       | 11 martie 1911     | &&&&&&&&&&&&&&-1.1000000 | 220              | 233              | −5,6          | 1,27             | 172,6                   |
| Irma              | Wainwright No. 61, M.D. of      | 30 mai 1912        | &&&&&&&&&&&&&&-1.1000000 | 457              | 444              | 2,9           | 1,11             | 410,7                   |
| Kitscoty          | Vermilion River, County of      | 22 martie 1911     | 967 (2013)               | 846              | 709              | 19,3          | 1,54             | 549,8                   |
| Linden            | Kneehill County                 | 1 ianuarie 1964    | &&&&&&&&&&&&&&-1.1000000 | 725              | 660              | 9,8           | 2,56             | 283,3                   |
| Lomond            | Vulcan County                   | 16 februarie 1916  | &&&&&&&&&&&&&&-1.1000000 | 173              | 175              | −1,1          | 1,28             | 134,9                   |
| Longview          | Foothills No. 31, M.D. of       | 1 ianuarie 1964    | &&&&&&&&&&&&&&-1.1000000 | 307              | 300              | 2,3           | 1,09             | 282,1                   |
| Lougheed          | Flagstaff County                | 7 noiembrie 1911   | 273 (2013)               | 233              | 217              | 7,4           | 1,92             | 121,5                   |
| Mannville         | Minburn No. 27, County of       | 29 decembrie 1906  | &&&&&&&&&&&&&&-1.1000000 | 803              | 782              | 2,7           | 2,15             | 373,6                   |
| Marwayne          | Vermilion River, County of      | 31 decembrie 1952  | 667 (2013)               | 612              | 521              | 17,5          | 1,68             | 364,5                   |
| Milo              | Vulcan County                   | 7 mai 1931         | &&&&&&&&&&&&&&-1.1000000 | 122              | 100              | 22            | 1,04             | 116,9                   |
| Minburn           | Minburn No. 27, County of       | 24 iunie 1919      | &&&&&&&&&&&&&&-1.1000000 | 105              | 65               | 61,5          | 0,73             | 144,2                   |
| Morrin            | Starland County                 | 16 aprilie 1920    | &&&&&&&&&&&&&&-1.1000000 | 245              | 253              | −3,2          | 0,82             | 298,9                   |
| Munson            | Starland County                 | 5 mai 1911         | &&&&&&&&&&&&&&-1.1000000 | 204              | 217              | −6            | 2,6              | 78,5                    |
| Myrnam            | Two Hills No. 21, County of     | 22 august 1930     | &&&&&&&&&&&&&&-1.1000000 | 370              | 362              | 2,2           | 2,76             | 134,2                   |
| Nampa             | Northern Sunrise County         | 1 ianuarie 1958    | &&&&&&&&&&&&&&-1.1000000 | 362              | 360              | 0,6           | 1,86             | 194,9                   |
| Nobleford         | Lethbridge County               | 28 februarie 1918  | &&&&&&&&&&&&&&-1.1000000 | 1.000            | 689              | 45,1          | 1,54             | 647,8                   |
| Paradise Valley   | Vermilion River, County of      | 1 ianuarie 1964    | &&&&&&&&&&&&&&-1.1000000 | 174              | 183              | −4,9          | 0,57             | 306,9                   |
| Rockyford         | Wheatland County                | 28 martie 1919     | &&&&&&&&&&&&&&-1.1000000 | 325              | 349              | −6,9          | 1,08             | 300                     |
| Rosalind          | Camrose County                  | 1 ianuarie 1966    | &&&&&&&&&&&&&&-1.1000000 | 190              | 190              | 0             | 0,59             | 322,2                   |
| Rosemary          | Newell, County of               | 31 decembrie 1951  | 421 (2012)               | 342              | 388              | −11,9         | 0,56             | 607,8                   |
| Rycroft           | Spirit River No. 133, M.D. of   | 15 martie 1944     | &&&&&&&&&&&&&&-1.1000000 | 628              | 638              | −1,6          | 1,69             | 372,5                   |
| Ryley             | Beaver County                   | 2 aprilie 1910     | &&&&&&&&&&&&&&-1.1000000 | 497              | 458              | 8,5           | 1,97             | 251,9                   |
| Spring Lake       | Parkland County                 | 1 ianuarie 1999    | 614 (2012)               | 533              | 501              | 6,4           | 2,12             | 251,5                   |
| Standard          | Wheatland County                | 29 aprilie 1922    | &&&&&&&&&&&&&&-1.1000000 | 379              | 380              | −0,3          | 2,34             | 162,1                   |
| Stirling          | Warner No. 5, County of         | 3 septembrie 1901  | 1.147 (2013)             | 1.090            | 921              | 18,3          | 2,64             | 413,6                   |
| Strome            | Flagstaff County                | 3 februarie 1910   | &&&&&&&&&&&&&&-1.1000000 | 228              | 252              | −9,5          | 0,92             | 248,4                   |
| Thorsby           | Leduc County                    | 31 decembrie 1949  | 947 (2012)               | 951              | 945              | 0,6           | 3,87             | 245,7                   |
| Veteran           | Special Area No. 4              | 30 iunie 1914      | &&&&&&&&&&&&&&-1.1000000 | 249              | 293              | −15           | 0,84             | 297                     |
| Vilna             | Smoky Lake County               | 23 iunie 1923      | 290 (2012)               | 249              | 274              | −9,1          | 0,9              | 277,5                   |
| Wabamun           | Parkland County                 | 1 ianuarie 1980    | &&&&&&&&&&&&&&-1.1000000 | 661              | 601              | 10            | 3,24             | 203,8                   |
| Warburg           | Leduc County                    | 31 decembrie 1953  | &&&&&&&&&&&&&&-1.1000000 | 789              | 621              | 27,1          | 2,7              | 292,6                   |
| Warner            | Warner No. 5, County of         | 12 noiembrie 1908  | 392 (2011)               | 331              | 307              | 7,8           | 1,15             | 288,5                   |
| Waskatenau        | Smoky Lake County               | 19 mai 1932        | &&&&&&&&&&&&&&-1.1000000 | 255              | 278              | −8,3          | 0,6              | 427,6                   |
| Willingdon        | Two Hills No. 21, County of     | 31 august 1928     | &&&&&&&&&&&&&&-1.1000000 | 275              | 295              | −6,8          | 0,97             | 283,8                   |
| Youngstown        | Special Area No. 3              | 31 decembrie 1936  | &&&&&&&&&&&&&&-1.1000000 | 178              | 170              | 4,7           | 1                | 177,7                   |
| Nr. total de sate | –                               | –                  | –                        | 38.675           | 37.288           | 3,7           | 166,12           | 232,8                   |